# FISH-Test
|  | Dieser Artikel wurde aufgrund von formalen oder inhaltlichen Mängeln in der Qualitätssicherung Biologie im Abschnitt „Genetik und Biochemie“ zur Verbesserung eingetragen. Dies geschieht, um die Qualität der Biologie-Artikel auf ein akzeptables Niveau zu bringen. Bitte hilf mit, diesen Artikel zu verbessern! Artikel, die nicht signifikant verbessert werden, können gegebenenfalls gelöscht werden. Lies dazu auch die näheren Informationen in den Mindestanforderungen an Biologie-Artikel. Begründung: fehlende Quellenangaben |

Der FISH-Test ist ein zytogenetischer Schnelltest, der insbesondere im Rahmen der Pränatal- und Karzinomdiagnostik angewandt wird. Die Abkürzung FISH steht für Fluoreszenz-in-situ-Hybridisierung und wird zur Bestimmung der Position bestimmter Sequenzen auf Chromosom verwendet.
Diese Art von molekularem Test basiert auf der Verwendung von fluoreszierenden, sequenzspezifischen Sonden, die an Chromosomen hybridisieren. Diese chromosomale DNA muss hierzu in der Interphase oder der Metaphase vorliegen. Die Visualisierung erfolgt unter einem Fluoreszenzmikroskop.
Hiermit kann die Position der einzelnen Sequenzen der Sonden mittels Fluoreszenzmarkierung bestimmt werden, was einen Vorteil im Gegensatz zum herkömmlichen Karyogramm darstellt. Hiermit können Deletionen sowie Insertionen erkannt werden.
Der Interphase FISH-Test stellt eine besondere Form dar und besteht aus der Fixierung von Chromosomen in der Interphase. Dies hat den Vorteil, dass Nuklei in der Interphase verwendet werden können.

## FISH-Test in der Pränataldiagnostik

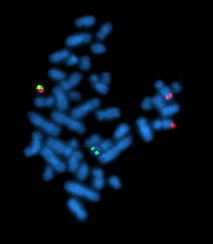
FISH-Test einer Translokation t(9;22)

Bereits wenige Tage nach einer Zellentnahme (z. B. bei Chorionzottenbiopsie oder Amniozentese) können einige Chromosomenbesonderheiten durch Abzählen der am häufigsten von Besonderheiten betroffenen Chromosomen (13, 18, 21, X, Y) mit recht hoher Sicherheit nachgewiesen werden, sofern geeignetes Zellmaterial erhalten wurde.
Durch den FISH-Test können zahlenmäßige Veränderungen der Geschlechtschromosomen X und Y relativ sicher erkannt werden wie z. B. das Ullrich-Turner-Syndrom (Monosomie X) und das Triple-X-Syndrom, welche nur bei Mädchen auftreten, oder das Klinefelter-Syndrom, welches nur bei Jungen auftritt und bei der das Kind ein zusätzliches X-Chromosom hat (XXY statt XY). Auch eine Triploidie (Verdreifachung aller Chromosomen) oder Tetraploidie (Vervierfachung aller Chromosomen) sowie die Verdreifachung einzelner Chromosomen (Trisomie), wie das z. B. beim Down-Syndrom (Trisomie 21), dem Edwards-Syndrom (Trisomie 18) oder dem Pätau-Syndrom (Trisomie 13) der Fall ist, kann erkannt werden.
Für den FISH-Test werden keine Zellen im Stadium der Zellteilung benötigt, sodass die Kultivierung der Zellen nicht abgewartet werden muss. So liegt das Ergebnis der Untersuchung meist schon nach einem Tag vor, ist aber gegenüber dem der ausführlichen Chromosomenanalyse nach einer Langzeitkultivierung sehr reduziert: Durch den FISH-Test kann festgestellt werden, ob es Besonderheiten bei der Anzahl der untersuchten Chromosomen des Babys gibt. Es gibt allerdings auch Erbkrankheiten und Behinderungen, die dadurch entstehen, dass bestimmte Chromosomen von ihrer Struktur her Besonderheiten aufweisen. Hier kann der Test nur bedingt Hinweise geben. Zum anderen werden nur bei besonderer Notwendigkeit Chromosomen auf Strukturveränderungen hin überprüft. Zum Beispiel können das Williams-Beuren-Syndrom, das Angelman-Syndrom und das DiGeorge-Syndrom mit dem FISH-Test diagnostiziert werden.
Es kann vorkommen, dass die entnommenen Zellproben des Kindes mit mütterlichen Zellen vermischt sind (maternale Kontamination), was die Diagnostik erschwert, in Ausnahmefällen unmöglich machen kann. Dieser Aspekt ist derzeit einer der Hauptgründe für diagnostische Unsicherheiten beim FISH-Test. Geschultes Laborpersonal ist allerdings mit großer Sicherheit in der Lage, solche Kontaminationen zu erkennen (z. B. rötliche Verfärbung des Fruchtwassers durch Blut der Mutter). Ein weiterer Faktor, der die Aussagekraft des Ergebnisses beeinflussen kann, ist die Zahl der gewonnenen Zellen (bzw. Zellkerne), die hinreichend untersucht werden können. Bei mindestens 50 liegt hier der vom Berufsverband Deutscher Humangenetiker (BVDH) empfohlene Richtwert.
Der pränatale Schnelltest kann aus den genannten Gründen die ausführliche Analyse der Langzeitkultur (Ergebnis nach durchschnittlich zwei Wochen) nicht ersetzen. Die meisten chromosomal bedingten Besonderheiten, die durch die Karyotypisierung nach z. B. Amniozentese heutzutage routinemäßig feststellbar sind, können durch ihn nicht erkannt werden.
Der Test kann trotz gewisser diagnostischer Unsicherheiten hilfreich sein, wenn sich eine Schwangere bzw. ein Elternpaar der Anspannung und Unsicherheit, die eine rund zwei- bis dreiwöchige Wartezeit auf das ausführliche Ergebnis der Chromosomenuntersuchung mit sich bringt, psychisch nicht gewachsen fühlt. Ein erstes Ergebnis kann eine gewisse Beruhigung schaffen. Die Kehrseite darf jedoch auch nicht vergessen werden, denn der FISH-Test kann ebenso ein unerwünschtes Ergebnis bringen. In diesem Fall könnte die Wartezeit auf das ausführliche Untersuchungsergebnis allerdings dazu genutzt werden, sich über die beim FISH-Test festgestellte Besonderheit zu informieren. Sollte sich dann die Diagnose letztlich bestätigen, kann auf der Grundlage der bereits im Vorfeld eingeholten Informationen eine Entscheidung über das weitere Vorgehen getroffen werden. Selbst nach einem eindeutig auffälligen Untersuchungsergebnis beim FISH-Test sollte das Paar erst das Ergebnis anderer Untersuchungen (insbesondere des Feinultraschalls) daraufhin prüfen lassen, ob sie zu denen der Zellanalyse passen und das FISH-Test-Ergebnis stützen, bevor es einen Schwangerschaftsabbruch in Erwägung zieht.

## FISH-Test in der Karzinomdiagnostik
Im Rahmen der Karzinomdiagnostik wird er beispielsweise als Ergänzung zum HER2/neu Test beim Mammakarzinom verwendet, um zu überprüfen, ob ein Tumor auf eine entsprechende Antikörpertherapie reagieren könnte. Er findet auch breite Anwendung um Chromosomenumlagerungen bei Leukämieerkrankungen im Kindesalter zu definieren.